# Grzybolcowate

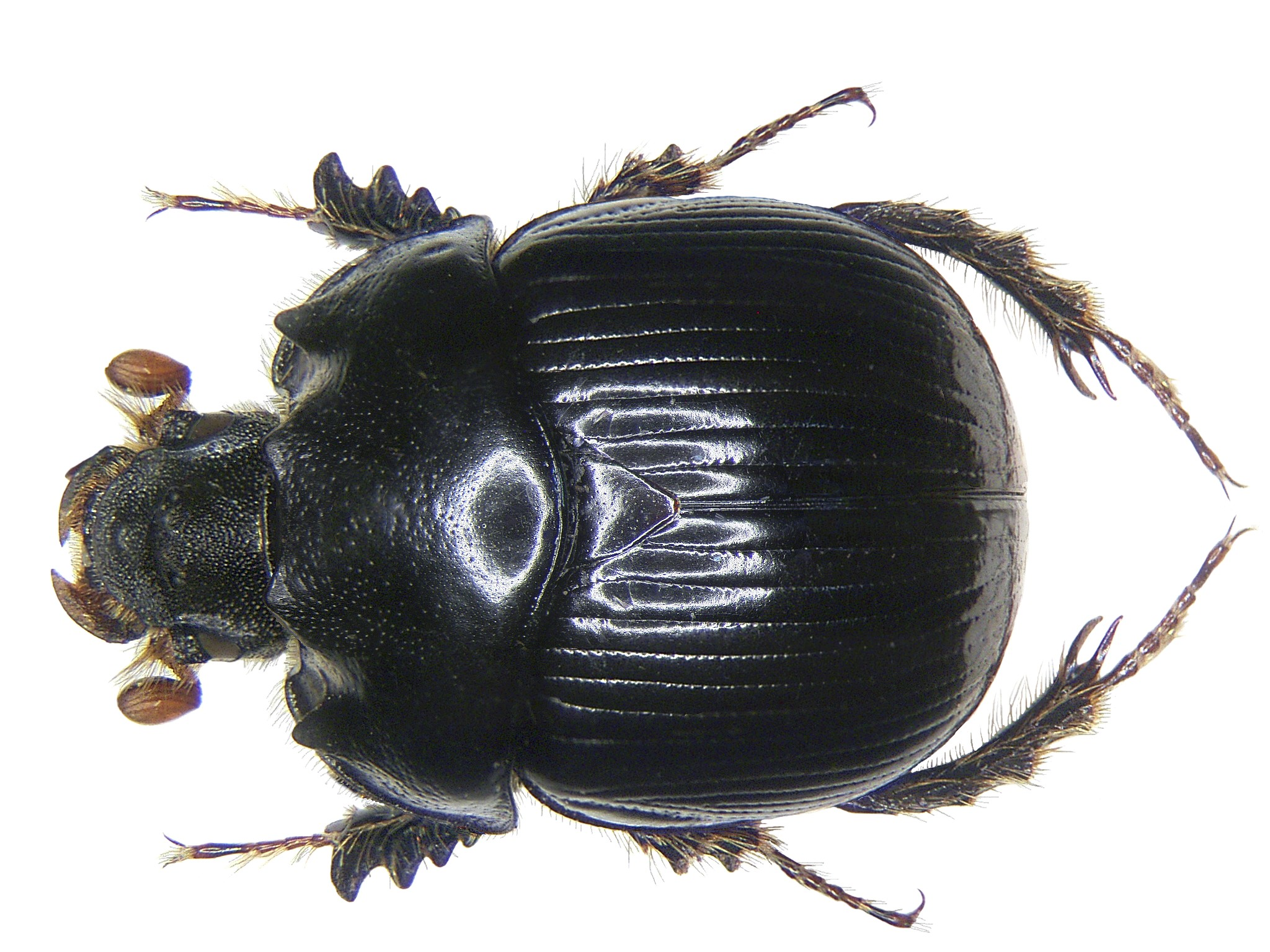
Bolbelasmus bocchus

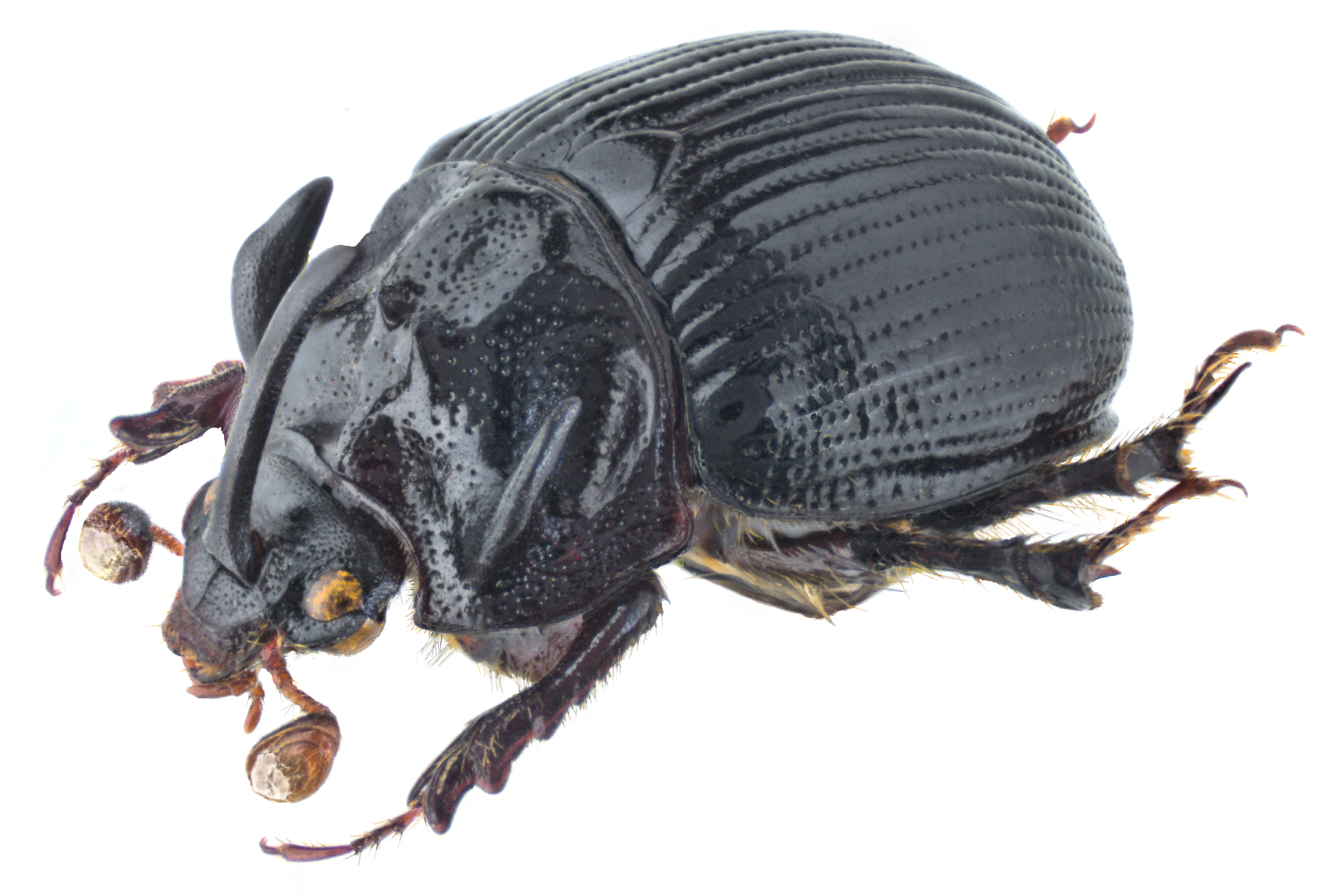
Samiec bawolca grzybojada

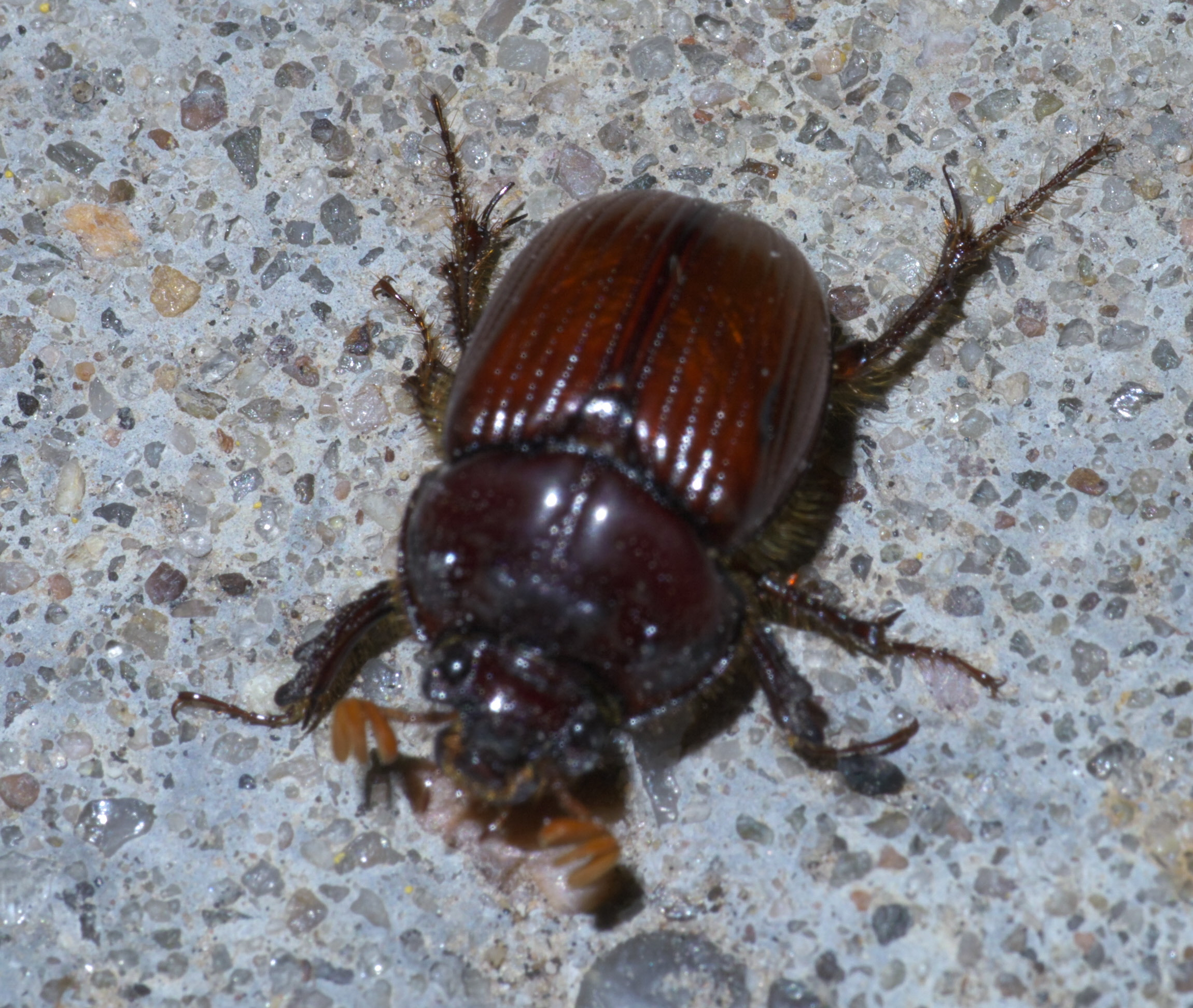
Nieoznaczony Eucanthus

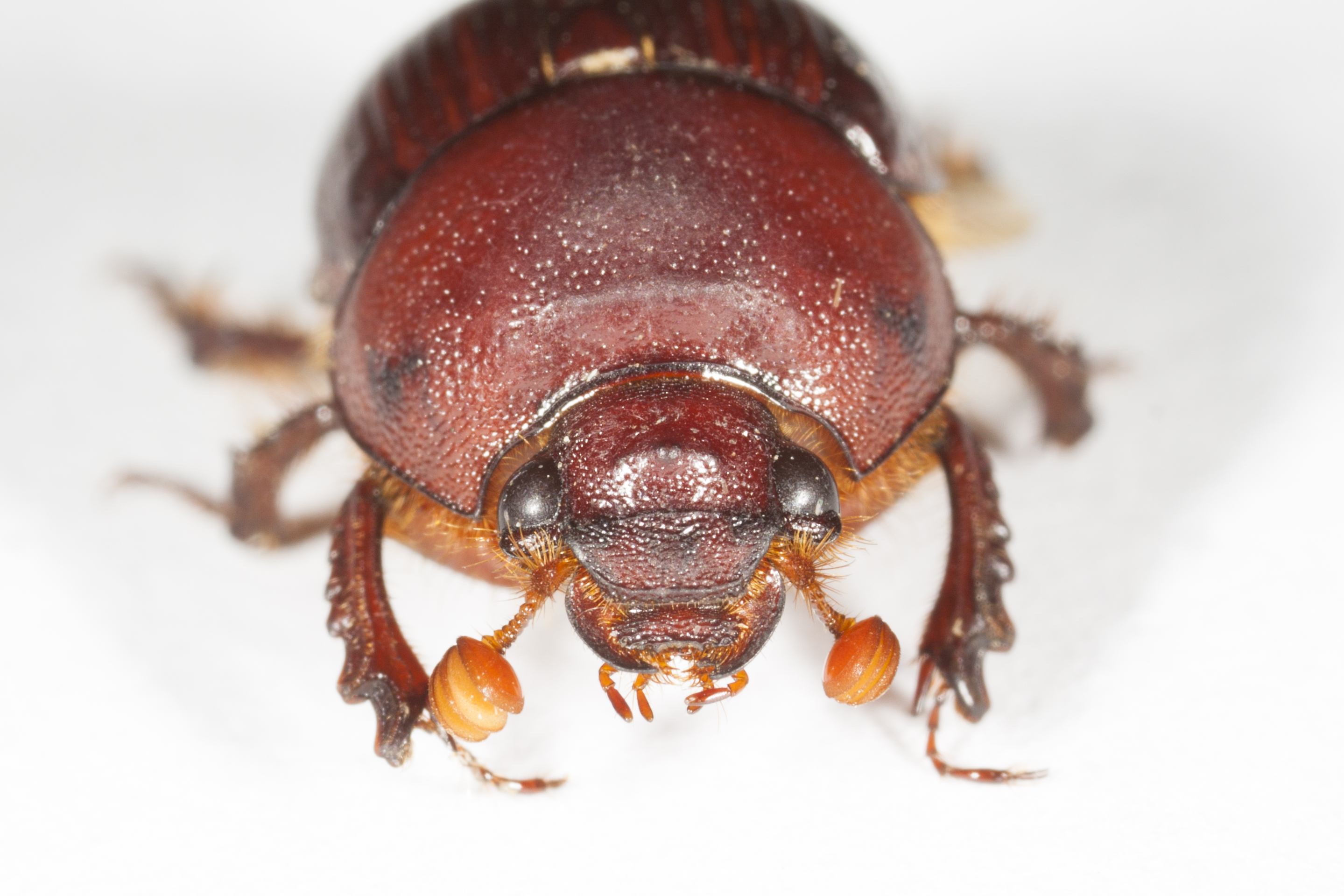
Bolbelasmus nativus

Grzybolcowate (Bolboceratidae) – rodzina chrząszczy z podrzędu wielożernych i nadrodziny żuków. Często też klasyfikowana jako podrodzina Bolboceratinae w obrębie gnojarzowatych. Obejmuje około 400 opisanych gatunków. Rozprzestrzeniona jest kosmopolitycznie. W zapisie kopalnym znana jest od aptu w kredzie.

## Morfologia

### Owad dorosły
Chrząszcze o owalnym lub zaokrąglonym w zarysie i silnie wypukłym ciele długości od 5 do 40 mm. Ubarwienie mają zwykle od żółtawobrązowego po czarne; wiele gatunków jest dwubarwnych. Oskórek jest silnie zesklerotyzowany.
Głowa ma nadustek zrośnięty z czołem i wysunięte ku przodowi, widoczne od góry narządy gębowe. Oczy złożone są częściowo lub całkowicie podzielone występem policzka zwanym canthus. Zaokrąglone nadgębie ma u Bolboceratinae przednią krawędź wciętą pośrodku, a u Athyreinae prostą. Czułki zbudowane są z 11 członów, z których trzy ostatnie tworzą buławkę. Głaszczki są czteroczłonowe.
Przedplecze jest poprzeczne, niemal zawsze punktowane, po bokach, a rzadziej na innych krawędziach obrzeżone listewką, niekiedy wyposażone w rogi. Między nasadami pokryw widoczna jest tarczka. Druga para skrzydeł wykazuje autapomorfie w budowie sklerytów skrzydłowych jak i w użyłkowaniu. Odnóża mają pięcioczłonowe stopy wyposażone w empodia.
Odwłok jest krótki i ma funkcjonalne przetchlinki na segmentach od pierwszego do siódmego; te na pierwszym położone są na sternum, te na drugim mogą być położone na sternum lub na błonie pleuralnej, a te na pozostałych segmentach leżą zawsze na błonach pleuralnych. Narządy rozrodcze samców mają dobrze rozwiniętą kapsułę genitalną i błoniasty płat środkowy. Samice mają narządy rozrodcze pozbawione gonostylusów i z sześcioma owariolami w każdym jajniku.

### Larwa
Larwami są pędraki o szerokim ciele wygiętym w kształt litery „C”. Wszystkie segmenty tułowia oraz segmenty odwłoka do szóstego włącznie mają na stronie grzbietowej bruzdę dzielącą je dwie części. Głowa ma trójczłonowe i pozbawione dużych narządów zmysłowych czułki. Nie występują oczka larwalne. Szczęki mają żuwki zewnętrzną i wewnętrzną wyraźnie oddzielone. Niesymetryczne żuwaczki zaopatrzone są w wyrostki brzuszne, natomiast pozbawione brzusznych rejonów strydulacyjnych – zamiast nich u niektórych gatunków strydulacji służą modyfikacje na środkowej lub tylnej parze odnóży. Odwłok buduje dziesięć segmentów, z których dziewięć ma po parze sitkowatych przetchlinek, a ostatni zaopatrzony jest w rzędy szczecinek i poprzeczny odbyt.

## Biologia i ekologia
Owady te w większości preferują siedliska suche i piaszczyste. Ogólnie ich biologia i ekologia są słabo zbadane. Prowadzą skryty tryb życia. Imagines większości gatunków, w tym wszystkich środkowoeuropejskich, aktywne są wieczorami i nocą, niekiedy przylatując do sztucznych źródeł światła. Aktywność dzienną wykazuje np. rodzaj Bolbocaffer.
Grzybolcowate wykazują daleko posuniętą troskę o potomstwo. Osobniki dorosłe kopią dla swych larw podziemne gniazda, sięgające nawet do 3 metrów głębokości, które następnie zaopatrują w pokarm. Ten mogą stanowić: zbutwiałe drewno (saproksylofagia), próchnica czy grzyby (mykofagia). W przypadku gatunków europejskich są grzyby podziemne, głównie z rzędu kustrzebkowców oraz z rodziny podziemiczkowatych w rzędzie pieczarkowców.

## Rozprzestrzenienie
Rodzina rozprzestrzeniona kosmopolitycznie. Athyreinae występują głównie w krainie neotropikalnej i na południu krainy etiopskiej. Bolboceratinae mają szerszy zasięg. W Australii występuje 10 rodzajów.
W Europie stwierdzono 7 gatunków, w tym 6 z rodzaju truflowiec. W Polsce występują dwa gatunki: truflowiec jednorożek i bawolec grzybojad. Ten pierwszy umieszczony jest na Czerwonej liście zwierząt ginących i zagrożonych w Polsce i w Polskiej czerwonej księdze zwierząt jako krytycznie zagrożony oraz objęty ścisłą ochroną gatunkową.

## Taksonomia
Takson ten obejmuje około 400 opisanych gatunków. Dawniej umieszczany był w randze plemienia w obrębie rodziny żukowatych, w grupie podrodzin laparosticti i podrodzinie gnojarzowatych. Do rangi odrębnej rodziny wynieśli go w 1996 roku D. Jonathan Browne i Clarke Scholtz. W 1999 roku autorzy ci wskazywali na jego bliższe pokrewieństwo z Pleocomidae niż gnojarzowatymi. Pozycja systematyczna omawianego taksonu wciąż budzi kontrowersje. Autorzy klasyfikujący go jako odrębną rodzinę dzielą go na dwie podrodziny:
- Bolboceratinae Mulsant, 1842
- Athyreinae Lynch Arribálzaga, 1878

Z kolei autorzy uznający go za podrodzinę gnojarzowatych wyróżniają w jego obrębie plemiona:
- Athyreini Lynch Arribálzaga, 1878
- Bolbelasmini Nikolajev, 1996
- Bolboceratini Mulsant, 1842
- Bolbochromini Nikolajev, 1970
- Eubolbitini Nikolajev, 1970
- Eucanthini Nikolajev, 2003
- Gilletinini Nikolajev, 1990
- Odonteini Shokhin, 2007
- Stenaspidiini Nikolajev, 2003

Według katalogu P. Schoolmeestersa rodzina ta obejmuje 49 rodzajów:

- Athyreus
- Australobolbus
- Blabkbolbus
- Blackbolbus
- Blackburnium
- Bolbaffer
- Bolbaffroides
- Bolbapium
- Bolbelasmus
- Bolbobaineus
- Bolbocaffer
- Bolboceras
- Bolbocerastes
- Bolboceratex
- Bolboceratops
- Bolbocerodema
- Bolboceroides
- Bolbocerosoma
- Bolbochromus
- Bolbogonium
- Bolbohamatum
- Bolboleaus
- Bolborhachium
- Bolborhinum
- Bolborhombus
- Bolbothyreus
- Bolbotrypes
- Bradycinetulus
- Elephastomus
- Eubolbitus
- Eucanthus
- Frickius
- Gilletinus
- Halffterobolbus
- Indobolbus
- Meridiobolbus
- Mimobolbus
- Namibiobolbus
- Namibiotrupes
- Neoathyreus
- Parathyreus
- Pereirabolbus
- Prototrupes
- Pseudoathyreus
- Socotrabolbus
- Somalobolbus
- Stenaspidius
- Taurocerastes
- Zefevazia

W zapisie kopalnym znane są od kredy, z którego to okresu pochodzą skamieniałości Cretobolbus rohdendorfi (apt) i Amberathyreus beuteli (cenoman).